# .so
.so este un domeniu de internet de nivel superior, pentru Somalia (ccTLD).